# Нови Торял
Нови Торял (на руски: Новый Торъял) е селище от градски тип в Русия, административен център на Новоторялски район, автономна република Марий Ел. Населението му към 1 януари 2018 година е 5916 души.